# Laureana Cilento
Laureana Cilento ist eine italienische Gemeinde mit 1241 Einwohnern (Stand 31. Dezember 2023) im Südwesten Italiens in der Provinz Salerno (Region Kampanien). 

## Geografie
Der Ort liegt im Westen des Nationalparks Cilento etwa drei Kilometer vom Mittelmeer entfernt. Die Nachbargemeinden sind Agropoli, Castellabate, Lustra, Perdifumo und Torchiara.
Laureana Cilento ist Teil des Nationalparks Cilento und Vallo di Diano sowie der Comunità Montana Alento-Monte Stella.

## Einzelnachweise

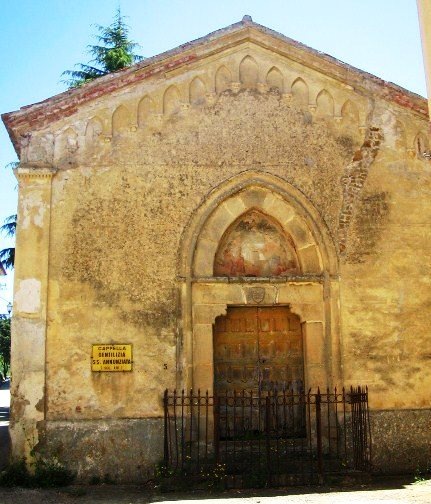
Kirche in Laureana Cilento